# جوایز موسیقی آئوتاروا
جوایز موسیقی آئوتاروا (به انگلیسی: Aotearoa Music Awards) (که نیز قبلاً جوایز موسیقی نیوزیلند نامیده می‌شد) هر ساله توسط انجمن صنعت ضبط نیوزیلند اعطا می‌شود و از دستاوردهای برجسته هنری و فنی در زمینه ضبط قدردانی می‌کند. این جوایز از مهمترین جوایزی است که یک گروه یا هنرمند می‌تواند در موسیقی نیوزلند دریافت کند و هر ساله از سال ۱۹۶۵ اهدا می‌شود. نمایش جوایز توسط انجمن صنعت ضبط نیوزیلند ارائه شده‌است. سالانه طیف وسیعی از حامیان مالی و شرکای رسانه از این رویداد پشتیبانی می‌کنند.